# Bitka v Insubriji
Bitka v Insubriji v sedanji Lombardiji leta 203 pr. n. št.  je bila velika bitka med Kartažani in Rimljani, ki jo je proti koncu druge punske vojne vodil kartažanski general Mago  Barka, sin Hamilkarja Barke in brat Hanibala Barke.
Mago se je dve leti pred tem izkrcal v Genovi, Ligurija, da bi pritegnil Rimljane na sever in tako posredno oviral njihove načrte za vdor v zaledje Kartagine v Afriki (sodobna Tunizija). Bil je dokaj uspešen pri spodbujanju upora različnih ligurskih, galskih in etruščanskih ljudstev proti rimski prevladi.  Rim je bil prisiljen proti njemu poslati veliko vojsko, kar je nazadnje pripeljalo do bitke v deželi Insubrov. 
Mago je bil v bitki poražen in prisiljen na umik. Njegova strategija preusmeritve sovražnikovih sil je propadla. Rimski vojskovodja Publij Kornelij Scipion je kljub temu opustošil Afriko in izbrisal kartažanske vojske, ki naj bi ga uničile. Kartažanska vlada je odpoklicala Maga in Hanibala iz Italije, da bi se zoperstavila Scipionu. Ostanki kartažanske vojske v Cisalpski Galiji  so še nekaj let po koncu druge punske vojne nadlegovali Rimljnane. 

## Ozadje
Po katastrofalnem porazu Kartažanov v bitki z Rimljani pri Ilipi, je Mago še nekaj časa ostal v Gadesu, zadnjem  kartažanskem oporišču v Iberiji. Njegovi upi, da bo ponovno osvojil provinco, so se razblinili, ko je Scipion zatrl upor Ibercev in upor v rimski vojski. Mago je dobil iz Kartagine ukaz, da zapusti Iberijo in se po morju odpravi v severno Italijo, da bi v sodelovanju s Hanibalom na jugu oživil tamkajšnjo vojno.
Njegov pohod je bil zadnji poskus Kartažanov, da ponovno pridobijo pobudo v vojni, ki je zanje prišla v zelo nevarno fazo. S ponovnim rimskim zavzetjem Sicilije leta 211/210 pr. n. št., uničenjem vojske Hasdrubala Barke v bitki pri Metavru leta 207 pr. n. št. in osvojitvijo Iberije leta 206 pr. n. št.  se Rimljani niso otresli samo  neposrednega pritiska na svojo državo, ampak tudi pridobivali vedno več virov za nadaljevanje vojne. Kartažani so prvič po začetku vojne postali ranljivi za napad Rimljanov, ki ga zaradi rimske premoči na morju niso mogli preprečiti 
Mago je razen navodil dobil tudi nekj denarja za njemnike, a ne dovolj, da bi zbral močno vojsko.  Bil je prisiljen zaseči javno blagajno Gadesa in premoženje njegovih templjev. Iskanje dodatnih virov je bil verjetno tudi vzrok za neuspel pomorski napad na Novo Kartagino. Po vrnitvi v Gades je naletel na zaprta mestna vrata. Odplul je na Balearske otoke in prezimil na Menorki.

## Pohod
Poleti 205 pr. n. št se je kartažansko ladjevje nenadoma pojavilo na ligurski obali. Imelo je okoli 30 vojnih ladij in veliko transportnih plovil s 14.000 vojaki. Vojska je zavzela Genovo in se nato premaknila v deželo Ingaunov. Mago je z Ingauni sklenil zavezništvo proti drugemu ligurskemu plemenu, Epanterijcem.
Ligurija in Cisalpska Galija sta bili zelo primerno izhodišče za Magovo delovanje. Rimska republika kljub zmagovitim akcijam v dolini Pada pred izbruhom druge punske vojne in obsežni kolonizaciji ni uspela popolnoma podrediti lokalnih Galcev. Slednji so pod vodstvom Insubrov in Bojev tik pred Hanibalovim prihodom leta 218 pr. n. št. ponovno dvignili orožje in se kasneje množično vključevali v Hanibalovo vojsko. Enako se je zgodilo tudi ob prihodu Hasdrubala iz Iberije leta 207 pr. n. št., in  leta 205 pr. n. št., ko je prišel v Italijo njegov mlajši brat Mago.  Ko so v Rimu izvedeli za Magov prihod, so proti njemu poslali de vojski, prvo v Ariminum (sodobni Rimini), drugo pa v Arretium (sodobni Arezzo), da bi preprečili morebitno Magovo napredovanje proti jugu.
Videti je bilo, da bodo Rimljani plačali davek za to, da niso izkoristili zmage pri Metavru in enkrat za vselej osvojili Cisalpske Galije, po drugi strani pa ni bilo razloga za precenjevanje nevarnosti, ki jo je povzročil Magov prihod. Tudi potem, ko je iz Kartagine dobil okrepitev približno 7000 vojakov, 7 slonov in 25 bojnih ladij, je bila njegova vojska še vedno predaleč, da bi prebila rimsko obrambo. Zdi se, da Mago ni dosledno sledil cilju, ki ga je postavila Kartagina - iti na jug in se pridružiti Hanibalu.
Magov pohod je imel za posledico napad Scipionovega legata C. Lelija na afriško celino isto poletje leta 205 pr. n. št. Lelij je izropal okolico Hippo Regiusa. Kartažanom se je bližala tudi Scipionova invazija, ki so jo na vsak način poskušali preprečiti. Svoje zaledje so zavarovali s sklenitvijo mreže zavezništev z Numidijci. Da bi obdržali nadzor nad Rimljani, so poslali Hanibalu in Magu vojake in zaloge. K makedonskemu kralju Filipu V. so poslali delegacijo s prošnjo, naj napade Italijo ali Sicilijo. Pogajanja z njim so bila neuspešna, ker je Filip V. pravkar sklenil Feničanski mir z rimskim generalom P. Sempronijem Tuditanom, s čimer se je končala prva makedonska vojna. Kartažansko zavezništvo z najmočnejšim numidijskim kraljem Sifaksom se je nadaljevalo. Scipion se je leta 204 pr. n. št. izkrcal v Afriki. Hanibal in Mago brez zadostne zunanje pomoči nista mogla več pritiskati na Rim, delno tudi zato, ker je njuni vojski ločevalo obsežno ozemlje in velika rimska vojska.
Mago bi moral opraviti nalogo, ki je pred dvema letoma ni uspelo opraviti bratu Hasdrubalu. Ob upoštevanju Hasdrubalove usode se je zavedal, da se mora na morebitno ofenzivo proti koncentriranim rimskim silam dobro pripraviti. Organiziral je srečanje z galskimi in ligurskimi poglavarji in jim zagotovil, da je njegovo poslanstvo osvoboditi jih, a za to potrebuje še veliko vojakov. Liguri so se mu takoj pridružili, Galci pa ne odkrito, ker jim je rimska vojska grozila na mejah Galije. Kljub temu so skrivaj oskrbovali Kartažane in njihove najemnike. Njihova pomoč se je postopoma povečevala.
Prokonzul Mark Livij se je medtem premaknil iz Etrurije v Cisalpsko Galijo, se pridružil vojski tamkajšnjega poveljnika S. Lukrecija in Magu zprl pot proti Rimu. Livij je ostal v obrambi. Naslednje leto (204 pr. n. št.) se ni zgodilo nič dramatičnega.  Obe vojski sta zaradi izčrpanosti v dolgi vojni ostali neaktivni. Rimljani so bili obremenjeni tudi s tem, da jim latinske kolonije kljub prisili že več let niso hotele dati niti dodatnega denarja niti dodatnih vojakov. Proti Hanibalu v Brutiju je Rim poslal enega od novih konzulov,  P. Sempronija Tuditana. Drugi konzul, M. Cornelij Ceteg, je ostal v Etruriji zaradi zarote, ki jo je Mago koval s številnimi upornimi etrurskimi mesti.

## Bitka v Insubriji
Leta 203 pr. n. št. je napočil čas za odločilno dejanje. Prokonzul M. Kornelij Ceteg  in pretor  P. Kvintil Var sta proti Magu krenila  s štirimi legijami in se z njim spopadla na ozemlju Insubrov nedaleč od sodobnega Milana. Livij v svoji Zgodovini Rima (Ab urbe condita) piše, da sta bili obe vojski postavljeni v po dve vrsti. Na rimski strani sta bili spredaj dve legiji, za njima pa drugi dve legiji in konjenica. Mago je imel za prednjo linijo v rezervi galske nabornike in nekaj preostalih slonov. Nekaj sodobnih zgodovinarjev ocenjuje, da je imel več kot 30.000 vojakov.
Potek bitke kaže, da se je prednja vrsta Karažanov dobro borila, Galci pa so bili manj zanesljivi. Rimljani so na začetku bitke neuspešno poskušali zlomiti nasprotnikov odpor in bili sami pod velikim pritiskom. Var je nato v bitko poslal 3.000 ali 4.000 konjenikov v upanju, da bo odbil in zmedel kartažanske vrste. Mago je bil na to pripavljen in je v boj poslal slone, ki so poteptali rimsko konjenico. Preživele konjenike so nato zasledovali Magovi numidijski konjeniki. Sloni so nato napadli rimsko pehoto in povzročili velike izgube. Ko je Kornelij poslal v bitko legiji iz druge bojne vrste, se je vojna sreča obnila v rimsko korist. Večina slonov je padla pod točo kopij, ostali pa so se obrnili proti svojim vrstam. Mago je ukazal Galcem, naj ustavijo rimski protinapad, a so jih Rimljani pobili.
Po Liviju se je bitka končala s splošnim umikom Kartažanov in izgubo do 5.000 mož. Livij omenja, da so se morali Rimljani za uspeh zahvaliti tudi temu, da so morali Kartažani svojega skoraj nezavestnega poveljnika s prebodenim stegnom odnesti z bojnega polja. Rimska zmaga je bila krvava in ne popolna. V prednjih dveh legijah je padlo 2.300 vojakov. Velike izgube sta imeli tudi tretja in četrta legija. V bitki so padli trije vojaški tribuni. Razen tega so sloni povzročili veliko žrtev med konjeniki. Mago se je ponoči z ostanki vojske umaknil na ligursko obalo in bojišče prepustil Rimljanom.

## Posledice
Za Maga je bil poraz velik  udarec, zlasti zato, ker bi mu zmaga prinesla velike koristi. Leta 218 pr. n. št., na primer,  je zmagi v bitki pri Trebiji, v kateri se je odlikoval tudi Mago, sledila splošna vstaja cisalpskih Galcev, ki so se nato pridružili Hanibalu in mu omogočili pohod proti jugu. Po porazu v Insubriji so Rimljani prevzeli oblast v Padski nižini in vsi krtažanski upi na ponovitev dogodkov z začetka vojne so zbledeli. Rimska zmaga je bila pomembna tudi za njihovo nenehno napredovanje v Afriki. Scipionove zmage pri Utiki in na Velikih ravnicah ter Magov neuspeh v Cisalpski Galiji niso bili pomembni samo za Scipionov obstanek v Afriki, ampak tudi zato, ker se je moral Mago vrniti, da bi rešil svojo domovino.  Ponj so priplule kartažanske ladje in ga skupaj z delom njegove vojske odpeljale v Afriko.
Nekateri viri pišejo, da je Mago zaradi ran, ki jih je dobil v bitki, na poti domov umrl. Drugi trdijo, da se je kmalu zatem vrnil v Ligurijo in ostal tam najmanj dve leti. Zanesljivo je le to, da so se Rimljani pet let po koncu druge punske vojne v severni Italiji še vojskovali z ostanki kartažanske vojske. Magov poraz leta 203 pr. n. št. je pomenil enega od zadnjih poskusov ohranitve neodvisnosti regije in odpora prodiranju Rimljanov v zahodno Italijo.